# Doručíme pizzu
Doručíme pizzu (v anglickém originále Pizza Delivery) je 5. epizoda 1. série amerického animovaného seriálu Spongebob v kalhotách. Premiéru v Americe měla 14. srpna 1999.

## Děj
Zaměstnanci Křupavého kraba, tedy Spongebob a Sépiák, měli už rychle odejít z práce, ale v tom momentě zazvonil telefon, ve kterém zákazník poprosil o pizzu. Sépiák zbytečně panu Krabsovi vysvětloval, že pizzu neprodávají, ale pan Krabs v rychlosti z hambáčů vyrobil pizzu a poslal je ji doručit. Sépiák si chtěl půjčit člun (v seriálu je člun něco jako loď ale s koly) a chtěl, aby řídil Spongebob. I přes varování Spongeboba, že teprve chodí do autoškoly, Sépiák požadoval, aby vycouval dozadu. Spongebob zpanikařil a jel dozadu, dokud nedošel benzín. Oba se ocitli v poušti a pizzu museli doručit pěšky. Spongebob zkouší různé druhy zpěvu na téma pizza. Po chvíli chůze začínají být oba unaveni a Sépiák začal mít hlad, a tak si chtěl vzít kus pizzy, ale Spongebob mu v tom zabránil. Po neustálém honění Spongeboba se objeví tornádo a to je odfoukne od silnice, po které se měli vydat. Spongebob si všimne velkého balvanu a řekne že jsou zachráněni, protože jde použít jako vozidlo. Sépiák tomu nechce věřit, ale přehodnotí názor, když vidí Spongeboba balvan řídit. Na kameni se dostanou k zákazníkově domu. Jejich celá cesta byla zbytečná, protože zákazník si k tomu údajně objednal i nápoj Krabcolu (pravděpodobně Krabí Colu) a zabouchne před Spongebobem dveře. Spongebob dojde ke kameni, na kterém sedí Sépiák, a začne brečet. Sépiák se ho zbytečně snaží utěšit, ale byl velice naštvaný, že cestu podnikli zbytečně, a tak zazvoní znovu na zákazníka, který otevře a řekne mu, že za tu pizzu nebude platit a v tu chvíli mu Sépiák vrazí pizzu do obličeje a řekne, že tahle pizza je na něho a Spongeboba. Spongebob se uklidnil a nastoupil na kámen a zaparkoval s ním ke Křupavému krabovi. Sépiák byl zděšen, že to bylo tak velice blízko od restaurace a že nemuseli použít člun.